# Moûtiers
Moûtiers (in arpitano Motiérs) è un comune francese di 3.482 abitanti situato nel dipartimento della Savoia della regione dell'Alvernia-Rodano-Alpi.

## Geografia fisica
Si trova lungo il corso del fiume Isère e all'ingresso della Tarantasia, di cui è la città principale. È localizzata a circa 30 km da Albertville e a 25 km da Bourg-Saint-Maurice.
È la porta d'ingresso della alta valle della Tarantasia, famosa per ospitare alcune delle maggiori stazioni sciistiche francesi (es. Courchevel, Méribel, Les Menuires e Val Thorens).

## Storia
Anticamente in latino era chiamata Darentasia e di qui deriva il nome alla regione. È sede episcopale dal V secolo. Da Moûtiers, in epoca romana, passava la via delle Gallie, strada romana consolare fatta costruire da Augusto per collegare la Pianura Padana con la Gallia.

## Società

### Evoluzione demografica
Abitanti censiti

## Amministrazione

### Gemellaggi
- Verrès